# Báthory István (építész, 1873–1949)
Báthory István (Budapest, 1873. október 31. – Budapest, 1949. november 24.) magyar építész, Báthory István síelő nagyapja.

## Életpályája
Apja Báthory István szülészorvos, Semmelweis Ignác munkatársa volt. Anyja Klenovits Teréz.
1906-ban a Magyar Köztisztviselők Fogyasztási Szövetkezetének áruház tervpályázatán elnyerte a 600 koronás harmadik díjat. Pasaréten több lakóház tervezője. A Magyar Építőiparosok Országos Szövetsége és a Magyar Építőmesterek Egyesülete elnöke, a Magyar Mérnök és Építész Egylet választmányi tagja, 1920 és 1923 között az egylet Középítési Szakosztályának az elnöke.
Az 1905-ben Czigler Győző emlékére alapított, a legjobb előadót jutalmazó Czigler-érmet odaítélő bizottság tagja.
Halálát szívbénulás, tüdővizenyő okozta.

## Családja
Felesége Zauner Emília (1875–1951) volt, akivel 1897. november 27-én Budapesten, a Ferencvárosban kötött házasságot.
Gyermekei:
- Báthory Emília (1900–1991). Férje Rausch Zoltán Gyula (1895–1938) orvos.
- Báthory Katalin (1903–1967). Első férje Benes József (1898–?) cégvezető, akitől elvált. Második férje Littke István (1903–1976) államvasúti tisztviselő.
- Báthory Magdolna (1905–1987). Férje Báthory-Hüttner János (1896–1954) könyvkiadó, sportvezető. Elváltak.

## Publikációi
- Az építőművészet története I. Ó-kor. (társszerző, 1903, szerk. Kabdebó Gyula)
- A Nemzeti Színház építésének és lebontásának története (in Magyar Mérnök és Építész Egylet közlönye 48, 1914)

## Ismert épületei
Épületeinek többségét Klenovits Pállal közösen alkotta: